# Sjaak Neefjes

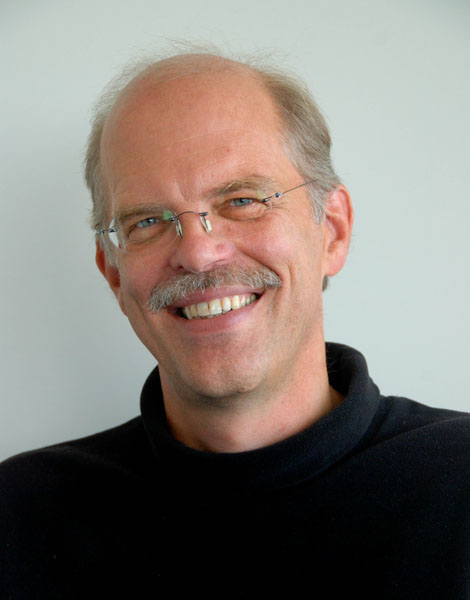
Sjaak Neefjes, 2018

Sjaak Neefjes, auch Jacques J. Neefjes, (* 8. Dezember 1959 in Grootebroek) ist ein niederländischer Immunologe.
Neefjes wurde 1990 an der Universität Leiden promoviert mit einer Dissertation über zellbiologische Aspekte der Haupthistokompatibilitätskomplexe (MHC). Als Post-Doktorand war er bis 1993 am Deutschen Krebsforschungszentrum und 1998 bis 2008 war er Leiter der Abteilung Tumorbiologie am Niederländischen Krebsinstitut. Ab 1999 war er außerdem Professor für chemische Immunologie an der Universität Leiden. Ab 2016 war er Leiter der Abteilung Zellbiologie und Chemische Biologie des Medizinzentrums der Universität Leiden (LUMC).
Er untersuchte die komplexen Vorgänge der Bearbeitung von Antigenen durch das Immunsystem, entdeckte, auf welche Weise bakterielle Infektionen wie die durch  Salmonellen Krebs erzeugen können und entdeckte, dass die als Chemotherapeutika gegen Krebs eingesetzten Anthracycline nicht nur wie bis dahin gedacht direkt die DNA aufbrechen, sondern auch das Chromatin und damit die Protein-Schutzhülle der DNA angreifen und die DNA somit an bestimmten Stellen bloßlegen. Außerdem zeigte er, dass Anthracycline, die nur letztere Funktion ausführen, im Prinzip genauso effektive Krebs-Chemotherapeutika sind, zusätzlich aber den Vorteil haben, dass sie keine herzschädlichen Nebeneffekte haben.  Das führte zu einer Neubelebung des Interesses für das schon fast vergessene Zytostatikum Aclarubicin und die Entwicklung von nicht herzschädlichen Varianten von Doxorubicin.
1996 gewann er die Goldmedaille der Königlich Niederländischen Chemischen Gesellschaft. 2003 bis 2009 war er im wissenschaftlichen Rat der Niederländischen Krebs-Gesellschaft und stand diesem 2007/2008 vor. 2009 bis 2011 war er Gastwissenschaftler am Zentrum für Immunregulation in Oslo. 2009 erhielt er einen ERC Advanced Grant zur Erforschung der Biologie von MHC und 2016 erhielt er einen zweiten ERC Advanced Grant.
Er ist Mitglied der European Molecular Biology Organization (2007), der Academia Europaea (2013), der Königlich Niederländischen Akademie der Wissenschaften (2013), der Norwegischen Akademie der Wissenschaften (2014) und der Koninklijke Hollandsche Maatschappij der Wetenschappen (2020).
2020 erhielt er die höchste niederländische Wissenschaftsauszeichnung, den Spinoza-Preis.

## Schriften (Auswahl)
- mit R. A. Gruters u. a.: Interference with HIV-induced syncytium formation and viral infectivity by inhibitors of trimming glucosidase, Nature, Band 330, 1987, S. 74–77
- mit H. G. Ljunggren u. a.: Empty MHC class I molecules come out in the cold, Nature, Band 346, 1990, S. 476–480
- mit V. Stollorz, P. J. Peters, H. J. Geuze: The biosynthetic pathway of MHC class II but not class I molecules intersects the endocytic route, Cell, Band 61, 1990, S. 171–183
- mit T. N. M. Schumacher u. a.: Direct binding of peptide to empty MHC class I molecules on intact cells and in vitro, Cell, Band 62, 1990, S. 563–567
- mit P. J. Peters, H. J. Geuze, H. :. PLoegh, V. Oorschot: Segregation of MHC class II molecules from MHC class I molecules in the Golgi complex for transport to lysosomal compartments, Nature, Band 349, 1991, S.
- mit J. F. Leeuwenberg u. a.: E-selectin and intercellular adhesion molecule-1 are released by activated human endothelial cells in vitro, Immunology, Band 77, 1992, S. 543
- mit F.Momburg, G. J. Hammerling: Selective and ATP-dependent translocation of peptides by the MHC-encoded transporter, Science, Band 261, 1993, S. 769–771
- mit E. Reits, J. C. Vos, M. Grommé: The major substrates for TAP in vivo are derived from newly synthesized proteins, Nature, Band 404, 2000, S. 774–778
- mit E. A. J. Reits: From fixed to FRAP: measuring protein mobility and activity in living cells, Nature Cell Biology, Band 3, 2001, E145-E147
- mit I. Jordens u. a.: The Rab7 effector protein RILP controls lysosomal transport by inducing the recruitment of dynein-dynactin motors, Current Biology, Band 11, 2001, S. 1680–1685
- mit J. W. Yewdell, E. Reits: Making sense of mass destruction: quantitating MHC class I antigen presentation, Nature Reviews Immunology, Band 3, 2003, S. 952–961
- mit J. Neijssen, C. Herberts, J. W. Drijfhout, E. Reits, L. Janssen: Cross-presentation by intercellular peptide transfer through gap junctions, Nature, Band 434, 2005, S. 83–88
- mit E. A. Reits u. a.: Radiation modulates the peptide repertoire, enhances MHC class I expression, and induces successful antitumor immunotherapy, Journal of Experimental Medicine, Band 203, 2006, S. 1259–1271
- mit M. Johansson u. a.: Activation of endosomal dynein motors by stepwise assembly of Rab7–RILP–p150Glued, ORP1L, and the receptor βlll spectrin, Journal of Cell Biology, Band 176, 2007, S. 459–471
- mit M. L. M. Jongsma, P. Paul, O. Bakke: Towards a systems understanding of MHC class I and MHC class II antigen presentation, Nature Reviews Immunology, Band 11, 2011, S. 823–836
- mit S.  Huang, René Bernards u. a.: MED12 controls the response to multiple cancer drugs through regulation of TGF-β receptor signaling, Cell, Band 151, 2012,  937–950